# 다도촌
다도촌(田渡村)은 일본 에히메현 가미우케나군에 설치되었던 촌이다. 현재의 우치코정의 일부에 해당한다.